# Kohler Dome
Kohler Dome är en bergstopp i Antarktis. Den ligger i Västantarktis. Inget land gör anspråk på området. Toppen på Kohler Dome är 2 680 meter över havet.
Terrängen runt Kohler Dome är huvudsakligen kuperad, men västerut är den bergig. Trakten är obefolkad. Det finns inga samhällen i närheten.